# Leopold Ahrendts

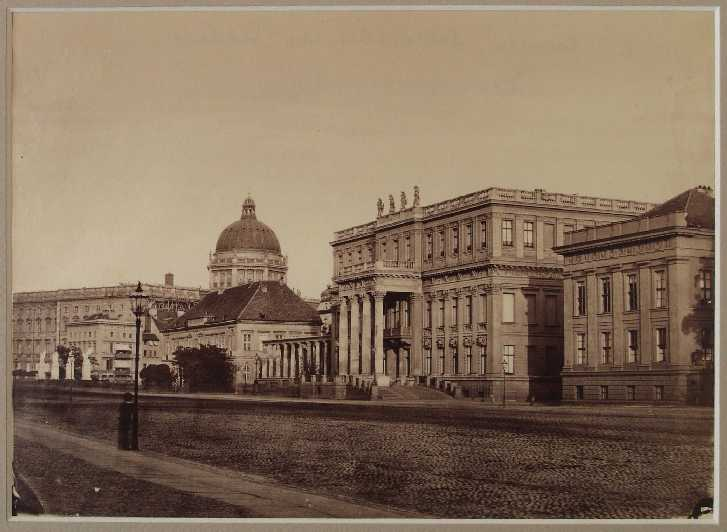
Leopold Ahrendts: Unter den Linden, 1857

Leopold Ahrendts (* 16. Juni 1825 in Dessau; † 19. März 1870 in Berlin; vollständiger Name Friedrich Leopold Ahrendts) war ein deutscher Zeichner, Maler, Lithograf und Fotograf.

## Leben
Leopold Ahrendts wurde am 16. Juni 1825 in Dessau als Sohn des Klempnermeisters und späteren Fabrikanten Leopold Friedrich Heinrich Ahrends und seiner Frau Karoline (1797 geb. Karoline Reinicke) geboren. Er hatte mindestens vier Geschwister.
Die früheste erhaltene Arbeit von seiner Hand ist eine Lithografie von 1847 nach einem Selbstporträt des Malers Rembrandt van Rijn (im Bestand des Kupferstichkabinett Berlin). Ein Jahr später datiert eine Bleistiftzeichnung, ein Bildnis der Louise Litfaß, Tochter des Berliner Druckereibesitzers Ernst Litfaß.
Er arbeitete zunächst als Maler und Lithograf. Es finden sich Nachweise über seine Beteiligung an der Berliner Akademieausstellung in den Jahren 1850–52 mit Lithographien. Ab 1852 ist er im Berliner Adressbuch verzeichnet, zunächst noch als Lithograph mit Adresse Alte Jacobstraße 17, ab 1854 Charlottenstraße 3.
Wann er in den Beruf des Fotografen wechselte, ist nicht genau bekannt. Die früheste von ihm signierte Fotografie datiert aus dem Jahr 1855 – ein Blick über die Waisenbrücke auf Berlin. 1856 erschien die von der Kunstkritik sehr gelobte Mappe Architektonische Ansichten von Berlin, ausschließlich mit Aufnahmen von Ahrendts, im Verlag der Berliner Kunsthandlung Leopold Haase. Im selben Jahr firmiert er im Adressbuch als Fotograf mit der Anschrift Jerusalemer Straße 18. Für das Fotoatelier Philipp Graff war er als Stadtbild- und Architekturfotograf tätig. In den 1860er Jahren nahm er an internationalen fotografischen Ausstellungen teil, firmiert 1861 als „Architektur-Photograph“ im Adressbuch und erhielt 1862 auch Aufträge von den Königlichen Museen in Berlin. 1864 wurde er Mitglied des neu gegründeten Photographischer Verein zu Berlin. Er wechselte 1869 in den neuen Berliner Verein zur Förderung der Photographie.
Leopold Ahrendts starb am 19. März 1870 in Berlin 44-jährig an einem Hirnschlag.
Ahrendts war spätestens seit 1836 persönlich mit dem Maler Eduard Gaertner bekannt, wie man aus dem Schreibkalender Gaertners weiß. Im Nachlass Gaertners befand sich eine Sammlung von Fotografien, die auch Roh-Abzüge von Ahrendts enthielt. Diese befindet sich seit 2000 in der Fotografischen Sammlung der Stiftung Stadtmuseum Berlin.
Das Münchner Stadtmuseum zeigte von November 2012 bis Mai 2013 eine Ausstellung über Deutschland in frühen Photographien 1840–1890, dort sind auch Werke von Leopold Ahrends zu sehen.